# هامبتون فانشر
هامبتون فانشر (بالإنجليزية: Hampton Fancher)‏ هو كاتب سيناريو ومخرج وممثل أمريكي، ولد في 18 يوليو 1938 في الولايات المتحدة.

## أعمال

### أفلام
- (1982) بليد رانر[4][5][6][7]
- (2017) بليد رانر 2049[8][9]

## وصلات خارجية
- هامبتون فانشر على موقع IMDb (الإنجليزية)
- هامبتون فانشر على موقع ألو سيني (الفرنسية)
- هامبتون فانشر على موقع أول موفي (الإنجليزية)
- هامبتون فانشر على موقع قاعدة بيانات الأفلام السويدية (السويدية)
- هامبتون فانشر على موقع قاعدة بيانات الفيلم (الإنجليزية)
- هامبتون فانشر على موقع كينوبويسك (الروسية)